# Wappenbuch des höheren Adels der deutschen Bundesstaaten
Das Wappenbuch des höheren Adels der deutschen Bundesstaaten ist eine 18 Bände umfassende Zusammenstellung der Wappen des höheren Adels der deutschen Bundesstaaten. Herausgeber dieses Wappenbuchs ist J.A. Tyroff aus Nürnberg, zwischen 1846 und 1865 erschienen die 18 Bände mit je 100 Tafeln. Alle dort aufgeführten Adelswappen  sind in alphabetischer Folge dargestellt, außer den Namen der Wappenträger gibt es keine ergänzenden Texte und Quellenangaben.

## Die Bände (Inhalt)
- Im Ersten Band sind  die Wappen Herzogs Arenberg  bis Fürstentum Wied und die Grafen Abensberg und Traun  bis Haus Lippe gelistet.
- Im Zweiten Band wird die Reihe mit den Fürsten von Batthyány bis zum Fürsten Taxis-Bordogna fortgesetzt.
- Im Dritten Band wird die Reihe der Fürsten mit Hohenlohe-Bartenstein-Jaxtberg bis Windisch-Grätz dargestellt. Im Anschluss folgen die Grafen Arco bis Unruh.
- Der Vierte Band erschien 1848 und stellt die Wappen der Fürsten Curland bis Reuß und die Grafen Aicholt bis Pejachevies vor.
- Im Fünften Band sind die Grafen Ankwitz bis Woracziczky dargestellt.
- Der Sechste Band beginnt mit den Fürsten von Anhalt-Köthen-Pleß bis Lichnowsky und wird mit den Grafen Abendsberg bis Taube fortgesetzt.
- Im nachfolgenden Siebten Teil werden die Wappen der Fürsten Württemberg bis Solms-Lich-Hohensolms und die Grafen Arz-Wasegg bis Zollern vorgestellt.
- Zum Inhalt des Achten Bandes gehören die Fürsten Czartoryski-Sangusko bis Ursini de Gravina sowie die Grafen Aichelburg bis Wintzingerode.
- Die Wappen des Herzog Croy-Dülmen, der Fürsten Rohan-Guemené und Sulkowsky sowie der Grafen Althahn bis Zucker werden im Neunten Band vorgestellt. Es folgen dann noch einige Berichtigungen.
- Der Zehnte Band beginnt mit den Fürsten Hohenlohe-Hechingen und Hohenlohe-Sigmaringen und wird mit den Grafen Ahlimb-Saldern bis Zinzendorf fortgesetzt. Es folgen wiederum einige Berichtigungen.
- Die Grafen Algaotti bis Wreech werden mit ihren Wappen im Elften Band dargestellt.
- Mit den Wappen der Grafen Ahlimb-Saldern bis Baron André Vicomte de Georgier wird die Reihe mit dem Zwölften Band fortgesetzt.
- Im Dreizehnten Band werden die Wappen der Grafen Ahlefeldt bis Zoltowsky dargestellt.
- Der Vierzehnte Band beginnt mit dem Fürsten Rochefouleauld, Herzog von Biaccia und wird mit den Grafen Boineburg fortgesetzt, es endet mit dem Grafen Zierotin.
- Die Grafen Althann-Altan bis Gedult finden ihren Platz im Fünfzehnten Band.
- Der Sechzehnte Band umschließt die Fürsten Pignatelli und Pless sowie die Grafen Alten bis Zoller.
- Im Siebzehnten Band ist kein Inhaltsverzeichnis, es beginnt sofort mit dem Grafen von Malachowski und endet mit dem Grafen von Kinsky-Tettau. In der nächsten Abteilung folgen die Freiherren von Kottulinsky-Kottulin bis zum Freiherren von Zech.
- Der Achtzehnte Band und damit der letzte dieser Ausgabe, beginnt ebenfalls ohne Inhaltsverzeichnis mit dem Grafen Riechieri von Sedrano und schließt mit dem Grafen von Münster zu Langenlage, Freiherr von Oer ab. Letztlich folgen die Freiherren von Berchem zu Pluedenburg und Menzing bis zum Freiherren von Widnmann auf Rappelzell.